# Timiaouine
Timiaouine es un municipio (baladiyah) de la provincia (vilayato) de Bordj Badji Mokhtar en Argelia. En agosto de 2011 tenía una población censada de 4493 habitantes.
Se encuentra ubicado al suroeste del país, en el desierto del Sahara.